# Opegrapha fumosa
Opegrapha fumosa är en lavart som beskrevs av Coppins & P. James. Opegrapha fumosa ingår i släktet Opegrapha och familjen Roccellaceae.   Inga underarter finns listade i Catalogue of Life.